# Баскудук (Мунайлинский район)
Баскудук (каз. Басқұдық) — село в Мунайлинском районе Мангистауской области Казахстана. Административный центр и единственный населённый пункт одноимённого сельского округа. Находится непосредственно севернее города Актау, примерно в 6 км к западу от села Мангистау, административного центра района. Код КАТО — 475034100.

## Население
В 1999 году постоянное население в селе отсутствовало. По данным переписи 2009 года, в селе проживало 14 215 человек (7434 мужчины и 6781 женщина). На 1 октября 2018 года численность населения составляла 32,7 тыс. человек. По данным переписи 2021 года, в селе проживало 31 534 человек (15 981 мужчин и 15 553 женщин).